# Рицудис, Маринос
Маринос Рицудис (греч. Μαρίνος Ριτσούδης, родился 18 февраля 1968 в Пирее) — лейтенант ВМС Греции, член экипажа эсминца «Фемистокл» ВМС Греции. Получил известность после того, как в 1999 году во время бомбардировок Югославии странами НАТО публично отказался исполнять приказ командования, связанный с оказанием ВМС Греции помощи другим странам НАТО, участвовавшим в операции. Свой отказ он обосновал морально-этическими и культурными соображениями, заявив 19 апреля 1999 года морякам, что не может, будучи православным, поддерживать войну против другого православного народа, после чего сошёл с борта эсминца на сушу. За невыполнение приказа Рицудис был лишён воинского звания и уволен из вооружённых сил, а также приговорён судом к 2,5 годам тюрьмы условно. В 2018 году удостоен ордена Святого царя Константина Сербской православной церкви, хотя прежде отказывался принимать какие-либо награды, не считая свои действия «героическими».

## Биография

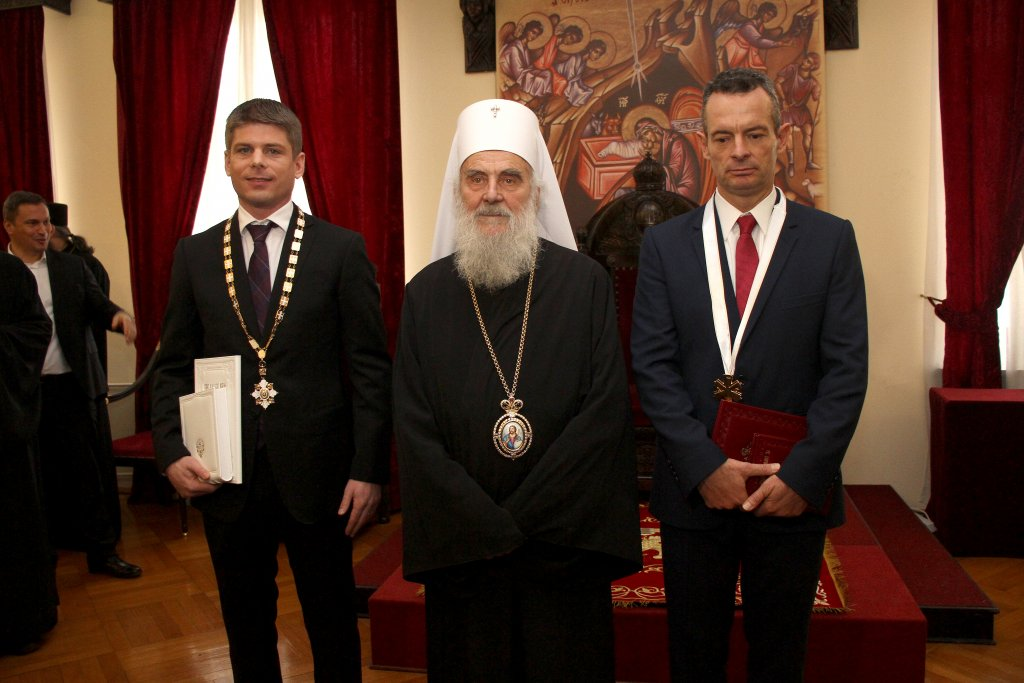
Слева направо: кавалер Ордена Святого Саввы французский гуманист Гуйон, Арно, патриарх Ириней и кавалер ордена Святого царя Константина Маринос Рицудис

Родился в городе Пирей. Окончил Греческую военно-морскую академию, имел звание флотского лейтенанта ВМС Греции и служил в экипаже эсминца ВМС Греции «Фемистокл» (бывший американский эсминец «Беркли» с номером D221). Неоднократно участвовал в учениях НАТО при участии ВМС Греции. В 1996 году в составе ВМС Греции отправился к побережью острова Иммия, готовясь в случае необходимости принять бой против ВМС Турции.
В 1999 году эсминец «Фемистокл» ВМС Греции отправился в Адриатическое море, чтобы присоединиться к группе кораблей из флотов стран НАТО, готовившихся к участию в военной операции против Югославии; при этом Греция по политическим соображениям отказалась направлять свою авиацию для участия в бомбардировках. С собственных слов, тогда Рицудис понял, что со стороны Греции намечаются действия, которые ему казались неприемлемыми из морально-этических соображений. Узнав о сути приказа, который предстояло исполнять, Рицудис публично отказался это делать, назвав это аморальным на фоне греко-сербских отношений. 18 апреля 1999 года он обратился к морякам, сказав, что поскольку является православным, то не может «участвовать в нападении на православный народ», а затем покинул борт эсминца. Считается, что Рицудис принял решение не выполнять приказ после того, как поговорил со своим духовником Георгиосом Металлиносом и получил от него благословение. О своём решении он также сообщил архиепископу афинскому Христодулу, хотя сам архиепископ не подтверждал и не опровергал факты как личной встречи с Рицудисом, так и получения от него каких-либо сообщений.
За неповиновение командованию Рицудис предстал перед военно-морским трибуналом: на суде он подробно объяснил причины принятого им решения. 21 апреля 1999 года Рицудис был признан военно-морским трибуналом в Пирее виновным в неисполнении приказа и приговорён к 2,5 годам лишения свободы (с отсрочкой исполнения наказания на три года) и уволен из рядов ВМС Греции. Судебный процесс сопровождался многочисленными протестами у здания суда. Сам моряк на суде утверждал, что «Закон Божий выше законов земных». Вынесенный судом приговор положил конец военной карьере Рицудиса: он пытался оспорить своё увольнение из флота, считая его незаконным, но все его попытки обжалования приговора в греческих и международных судах (в том числе 9 уголовных и дисциплинарных) закончились ничем. По некоторым данным, ещё около 10 человек последовали примеру Рицудиса, отказавшись от участия в операции, однако в прессе упоминается только одно имя — некто Никос Гардикис. Сам Рицудис утверждал, что на борту судна никто не собирался исполнять этот приказ, однако он оказался единственным, кто открыто осмелился заявить о своём отказе.
После ухода с воинской службы Рицудис стал капитаном прогулочной яхты. В интервью он говорил, что не жалеет о сделанном им в 1999 году выборе.

## Увековечивание подвига

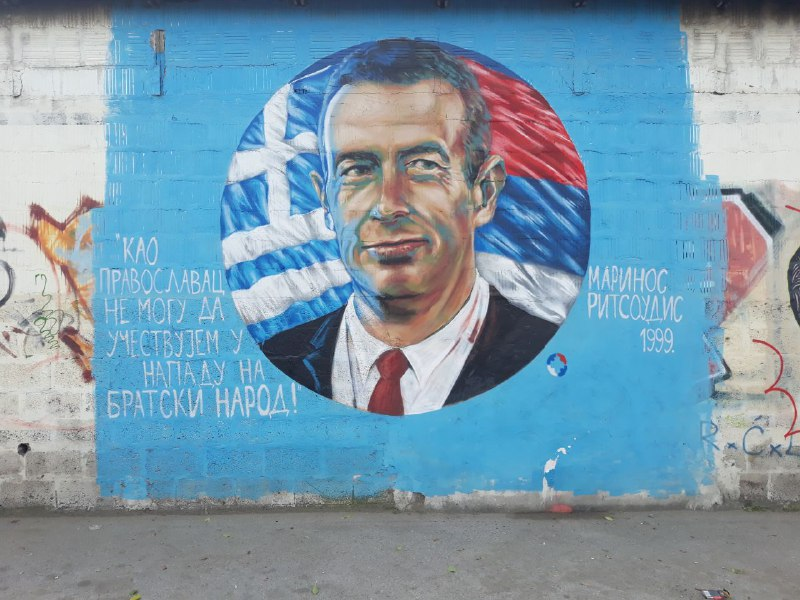
Граффити в белградском квартале Дорджол с изображением Мариноса Рицудиса и его высказывания на сербском: «Как православный, я не могу участвовать в нападении на братский народ!»

Решение об отказе Рицудиса исполнять приказ приветствовали многие его сослуживцы в ВМС Греции. В Сербии решение Рицудиса считается подвигом, а самого моряка называют символом «сербо-греческого братства». При этом Маринос говорил неоднократно, что не считает себя героем, поскольку героем в той войне 1999 года был сербский народ: по этой причине он отказывался принять какую-либо сербскую государственную награду, несмотря на уговоры посольства Сербии в Греции. Имя Мариноса Рицудиса носит одна из улиц Ниша.
23 января 2018 года Маринос Рицудис был награждён орденом Святого царя Константина — наградой Сербской православной церкви. Награду ему вручил патриарх Сербский Ириней, отметив, что Рицудис был награждён орденом за «настойчивое свидетельство Воскресшего Христа и исповедание на деле православной веры, продемонстрированное его особенной жертвенной любовью к братскому сербскому народу в виде отказа участвовать в бомбардировках Сербии силами НАТО в 1999 году». В Сербию Рицудис прибыл в сопровождении священника Греческой православной церкви Николы Гачевича: тот с благословения митрополита Черногорско-Приморского сам поехал в Грецию искать Рицудиса.
В 2020 году скульптор Бошко Ивич заявил о намерении создать в городе Зренянин прижизненный памятник Рицудису. Утверждалось, что в городе Рума откроется парк в честь моряка. В белградском квартале Дорджол вскоре появились граффити с изображением Мариноса Рицудиса и его цитаты: «Как православный, я не могу участвовать в нападении на братский народ!». Рицудис по этому поводу сказал, что сербы таким образом выражают ему похвалу, хотя на самом деле именно он должен их хвалить.

## Комментарии
1. ↑  В сообщениях СМИ неоднократно встречается одна и та же ошибка: указывается, что Рицудис был капитаном эсминца «Фемистокл», в то время как он просто числился в составе экипажа корабля[3].
2. ↑  Многие СМИ пишут, что Рицудис, будучи капитаном корабля, якобы лично увёл эсминец обратно в порт постоянного базирования, выражая тем самым протест против приказов[8][2][9]. В действительности Рицудис просто сообщил и своему командиру, и командиру корабля об отказе от участия в операции[3], после чего сошёл с борта «Фемистокла»[4], отказавшись возвращаться[3].